# Jakobína Sigurðardóttir
Jakobína Sigurðardóttir (* 8. Juli 1918; † 29. Januar 1994) war eine isländische Schriftstellerin.

## Leben
Sie wurde als Tochter einer Bauernfamilie geboren und wuchs im äußerst dünn besiedelten Nordwesten Islands auf. Ein Jahr lang besuchte sie das Lehrerseminar in Reykjavík und nahm auch privaten Unterricht. Sie lebte dann für 14 Jahre im Süden. Ab 1949 arbeitete sie als Landwirtin auf dem Hof Garður am See Mývatn im nördlichen Island.
Sie verfasste Romane und veröffentlichte Sammlungen von Gedichten und Erzählungen.